# Paolo Sema
Paolo Sema (Pirano, 29 giugno 1915 – Trieste, 21 aprile 2007) è stato un politico e sindacalista italiano.

## Biografia
Figlio di un attivista socialista nel territorio istriano, nel 1932 entra nelle cellule clandestine del Partito Comunista d'Italia diventandone responsabile territoriale. Militare di leva, dopo l'Armistizio dell'8 settembre 1943 diventa commissario politico dei Gruppi di Azione Patriottica e successivamente uno dei responsabili del Comitato di Liberazione Nazionale.
Non aderisce all'annessione jugoslava  e nel 1951 è esule a Trieste. Segretario della FIOM del capoluogo friulano, dal 1957 al 1960 fa parte della segreteria provinciale della CGIL, poi ricopre anche il ruolo di segretario della federazione triestina del PCI. Consigliere regionale dal 1964 al 1968, viene poi candidato ed eletto nella V e VI legislatura al Senato, concludendo il proprio mandato parlamentare nel 1976.